# Shop-in-shop
Een shop-in-shop is letterlijk een winkel in een andere winkel.
Winkels met een groot winkeloppervlak, zoals de Bijenkorf, genereren extra omzet door relatief kleine oppervlaktes in de winkel te verhuren aan een andere winkel. Zo heeft bijvoorbeeld de Bijenkorf een Senseo-winkel die door Douwe Egberts geëxploiteerd wordt.